# 永成戲院
永成戲院是鹽水在二次大戰後成立的三家戲院之一，屬於暨放電影又演戲的混合戲院。其創設時隸屬臺南縣鹽水鎮（今臺南市鹽水區），由於三家戲院均位在康樂路上，故康樂路又有「戲院路」的別稱。該戲院是三間戲院中最早營業，亦是最後結束營業者。
結束營業後，永成戲院於2008年8月展開修復工程，計畫作為多功能藝文中心。2019年4月9日，公告為臺南市歷史建築。

## 沿革
永成戲院創辦人是黃直，而戲院建築的前身是建於1942年的「臺南州米穀納入組合－廣內義久調製工場籾收容倉庫」，屋身為紅檜木。當時黃直經營「永成合名會社籾摺調製工場」（1943年完工），從事碾米業，原料來源涵蓋雲嘉南地區，但後來工場毀於第二次世界大戰的戰火中，緊急拆除三分之一的倉庫後才保住倉庫剩餘部分。後來黃直將剩下的部分改建成戲院，於1945年開幕。後來隨著時代改變，永成戲院於1991年左右結束營業，之後在2008年8月展開修復工程，計畫作為多功能藝文中心，不過由於包商進度落後，而無法於原定的2010年4月完工。後來木造建築部分在2011年9月修復完成，共計耗資新臺幣1500萬元，此外戲院前相關的景觀工程則預計在2011年底完工，2012年計畫可將永成戲院作為地方藝文活動場地使用。